# Переченье
Пере́ченье (лат. relatio non harmonica, или лат. relatio falsa) в многоголосной музыке — вид голосоведения, при котором вслед за ступенью звукоряда в одном голосе следует та же ступень в другом голосе, повышенная или пониженная на хроматический полутон (увеличенную приму). Под переченьем изредка понимают также ход на тритон при тех же условиях голосоведения.

## Краткая характеристика
Переченье происходит тогда, когда один из двух голосов ведётся скачком, а второй ведётся в ту ноту, в которую первый голос мог бы идти плавно. В строгом стиле (многоголосная церковная музыка эпохи Возрождения) переченье запрещалось правилами музыкальной композиции, оно толковалось как фальшивое «негармоничное взаимоотношение» звуков (лат. relatio non harmonica, relatio falsa) как в непосредственном их соседстве, так и через проходящий звук или созвучие. По правилу, хроматическое изменение звукоступени следовало делать в том же голосе, в котором изменяемая звукоступень находится. В свободном стиле (эпоха барокко, XVII — 1-я пол. XVIII вв.) переченье изредка допускалось при развитом голосоведении или как способ выражения «драматических» эмоций (в соответствии с общепринятыми правилами музыкальной риторики). В эпоху романтизма переченье часто использовалось как одно из свойственных ладогармонической системе средств, а в хроматической тональной системе XX века приобрело обыденный и эмоционально нейтральный характер.

## Исторический очерк
Переченье намеренно используется в светской музыке в музыке XVI—XVII веков для создания специфического эффекта «мерцания» мажорной и минорной красок, при этом в фактуре (трактуемой как суммарное целое) обычно используется полутоновый ход, реже — ход на уменьшённую (см. нотную иллюстрацию) или увеличенную октаву. 
Один из ранних примеров переченья — шансон Жоскена Депре «Baises moy». В итальянской музыке переченья как экспрессивное и колористическое средство широко использовал К. Джезуальдо ди Веноза (в поздних мадригалах); так же оно функционирует в мотете А. Банкьери «Anima mea liquefacta est». В испанской музыке XVII века переченье (исп. punto intenso contra remisso) горячо защищал органист Ф. Корреа де Араухо. Примеры переченья можно найти и у немецких композиторов XVI-XVII веков, например, в знаменитой Lied Л. Лехнера «Gott, bhüte dich», в духовном концерте С. Шейдта «Wie's Gott gefällt, so g'fällt mir's auch» (SSWV 188, первые такты), в мотете И. Шейна «Da Jakob vollendet hatte» и др. 
З. Кальвизий («Мелопея», 1592; гл. 10) не запрещал переченья, но призывал при небольшом количестве голосов его избегать, «поскольку оно делает мелодию более трудной, а гармонию более жёсткой»; большое количество голосов, считал он, сглаживает переченье. Р. Декарт («Компендий музыки», 1618; изд. 1650; гл. 13) из 12 доступных ладов считал четыре менее изящными (minus elegantes), «поскольку в их квинтах попадается тритон. Они не могут поступенно восходить или нисходить от основной квинты <...> без того, чтобы с неизбежностью не натолкнуться на переченье (falsa relatio) тритона или ложной квинты». А. Веркмейстер трактовал relatio non harmonica более строго. В его трактовке («Музыкальная гармонология», 1702; §§58-61) переченьем считается и хроматический полутон, и тритон, возникающий между разными голосами непосредственно сочетаемых аккордов, например, в последовательности (SATB) c/e1/g1/c2 — d/d1/fis1/a1 — между басом c первого аккорда и альтом fis1 второго аккорда.
Переченье часто отмечается в концертах op. 8 А. Вивальди, где в каденциях на доминанте в качестве пенультимы используется уменьшённый вводный септаккорд, а ему предшествует диатоническая гармония.